# Haploembia solieri
Haploembia solieri är en insektsart som först beskrevs av Jules Pièrre Rambur 1842.  Haploembia solieri ingår i släktet Haploembia och familjen Oligotomidae. Inga underarter finns listade i Catalogue of Life.

## Bildgalleri

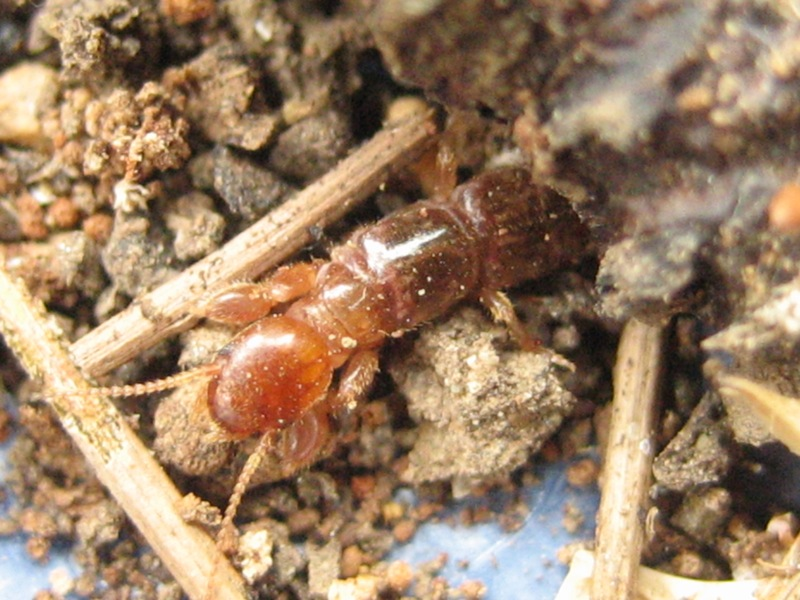
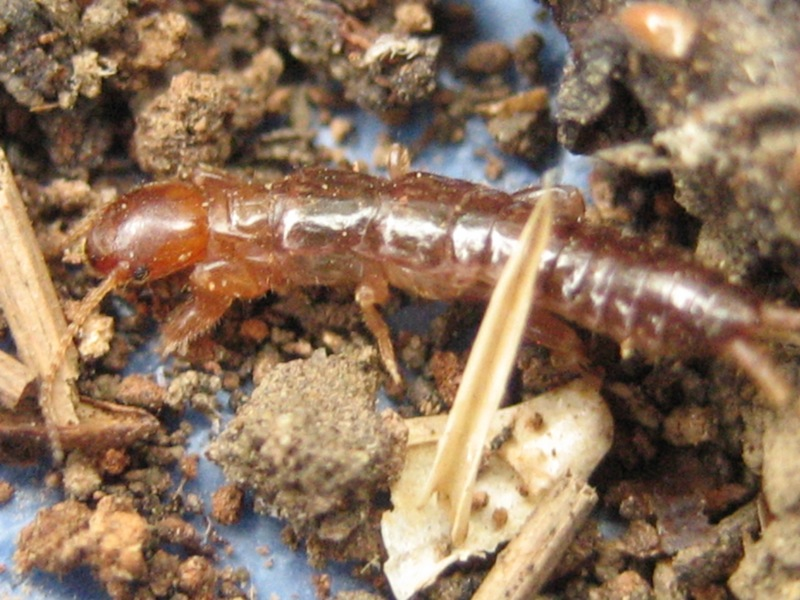